# Box-office France 1962
Cet article traite du box-office au cinéma de l'année 1962, en France.

## Les films de plus d'un million d'entrées
| Classement | Titre                                 | Pays                          | Réalisateur                                  | Box-office France  |
| ---------- | ------------------------------------- | ----------------------------- | -------------------------------------------- | ------------------ |
| 1.         | Le Jour le plus long                  |                               | Darryl F. Zanuck                             | 11 933 629 entrées |
| 2.         | La Guerre des boutons                 |                               | Yves Robert                                  | 9 936 391 entrées  |
| 3.         | West Side Story                       |                               | Robert Wise / Jerome Robbins                 | 8 719 610 entrées  |
| 4.         | La Fayette                            |                               | Jean Dréville                                | 3 747 642 entrées  |
| 5.         | La Conquête de l'Ouest                |                               | Henry Hathaway / John Ford / George Marshall | 3 611 325 entrées  |
| 6.         | Cartouche                             |                               | Philippe de Broca                            | 3 610 402 entrées  |
| 7.         | Hatari !                              |                               | Howard Hawks                                 | 3 235 164 entrées  |
| 8.         | Les Mystères de Paris                 |                               | André Hunebelle                              | 3 147 172 entrées  |
| 9.         | Le Repos du guerrier                  | Roger Vadim                   | 2 872 723 entrées                            |                    |
| 10.        | Madame Sans-Gêne                      |                               | Christian-Jaque                              | 2 839 867 entrées  |
|            | Blanche-Neige et les Sept Nains (rep) | États-Unis d'Amérique         | Walt Disney / David Hand / William Cottrell  | 2 813 625 entrées  |
| 11.        | Les Trois Sergents                    | États-Unis d'Amérique         | John Sturges                                 | 2 511 561 entrées  |
| 12.        | Taras Bulba                           |                               | J. Lee Thompson                              | 2 473 455 entrées  |
| 13.        | Le Masque de fer                      |                               | Henri Decoin                                 | 2 431 259 entrées  |
| 14.        | Un singe en hiver                     |                               | Henri Verneuil                               | 2 417 209 entrées  |
| 15.        | Les Deux gamins                       |                               | Antonio del Amo                              | 2 350 072 entrées  |
| 16.        | Le Caporal épinglé                    |                               | Jean Renoir                                  | 2 263 997 entrées  |
| 17.        | La Chanson de l'orphelin              |                               | René Cardona                                 | 2 253 603 entrées  |
|            | Autant en emporte le vent (rep)       |                               | Victor Fleming                               | 2 155 299 entrées  |
| 18.        | Le Chevalier de Pardaillan            |                               | Bernard Borderie                             | 2 099 177 entrées  |
| 19.        | Les Culottes rouges                   |                               | Alex Joffé                                   | 2 077 647 entrées  |
| 20.        | Le Petit Colonel                      |                               | Antonio del Amo                              | 2 068 176 entrées  |
| 21.        | L'Homme qui tua Liberty Valance       |                               | John Ford                                    | 2 029 542 entrées  |
| 22.        | Les Parisiennes                       |                               | Marc Allégret                                | 2 020 729 entrées  |
| 23.        | Trahison sur commande                 |                               | George Seaton                                | 1 997 353 entrées  |
| 24.        | Nous irons à Deauville                |                               | Francis Rigaud                               | 1 986 165 entrées  |
| 25.        | Comment réussir en amour              | Michel Boisrond               | 1 950 643 entrées                            |                    |
| 26.        | Un cheval pour deux                   | Jean-Marc Thibault            | 1 912 441 entrées                            |                    |
| 27.        | Les Titans                            |                               | Duccio Tessari                               | 1 888 729 entrées  |
| 28.        | Vie privée                            |                               | Louis Malle                                  | 1 879 668 entrées  |
| 29.        | Mon ami Josélito                      |                               | Antonio del Amo                              | 1 867 626 entrées  |
| 30.        | Le Rossignol des montagnes            | Antonio del Amo               | 1 859 807 entrées                            |                    |
| 31.        | Le Diable et les Dix Commandements    |                               | Julien Duvivier                              | 1 812 932 entrées  |
| 32.        | Divorce à l'italienne                 |                               | Pietro Germi                                 | 1 805 157 entrées  |
| 33.        | Mandrin, bandit gentilhomme           |                               | Jean-Paul Le Chanois                         | 1 792 433 entrées  |
| 34.        | Les Révoltés du Bounty                |                               | Lewis Milestone                              | 1 767 612 entrées  |
| 35.        | Le Fils du capitaine Blood            |                               | Tulio Demicheli                              | 1 751 564 entrées  |
| 36.        | Barabbas                              |                               | Richard Fleischer                            | 1 730 644 entrées  |
| 37.        | Le Gentleman d'Epsom                  |                               | Gilles Grangier                              | 1 726 833 entrées  |
| 38.        | Monte là-d'ssus                       |                               | Robert Stevenson                             | 1 720 242 entrées  |
| 39.        | Les Comancheros                       | Michael Curtiz                | 1 696 533 entrées                            |                    |
| 40.        | Les Dimanches de Ville d'Avray        |                               | Serge Bourguignon                            | 1 688 578 entrées  |
| 41.        | Arsène Lupin contre Arsène Lupin      |                               | Édouard Molinaro                             | 1 679 033 entrées  |
| 42.        | Lemmy pour les dames                  |                               | Bernard Borderie                             | 1 655 548 entrées  |
| 43.        | El Perdido                            |                               | Robert Aldrich                               | 1 652 325 entrées  |
| 44.        | L'assassin est dans l'annuaire        |                               | Leo Joannon                                  | 1 632 324 entrées  |
| 45.        | Romulus et Rémus                      |                               | Sergio Corbucci                              | 1 628 829 entrées  |
| 46.        | Sodome et Gomorrhe                    | Robert Aldrich / Sergio Leone | 1 614 441 entrées                            |                    |
| 47.        | Le Gorille a mordu l'archevêque       |                               | Maurice Labro                                | 1 603 233 entrées  |
| 48.        | Via Mala                              |                               | Paul May                                     | 1 597 220 entrées  |
| 49.        | Phaedra                               |                               | Jules Dassin                                 | 1 596 714 entrées  |
| 50.        | Le Roi des rois                       |                               | Nicholas Ray                                 | 1 594 804 entrées  |
| 51.        | Jules et Jim                          |                               | François Truffaut                            | 1 567 176 entrées  |
| 52.        | Le Bateau d'Émile                     |                               | Denys de La Patellière                       | 1 530 137 entrées  |
| 53.        | Ponce Pilate                          |                               | Gian Paolo Callegari / Irving Rapper         | 1 455 058 entrées  |
| 54.        | Le crime ne paie pas                  |                               | Gérard Oury                                  | 1 327 403 entrées  |
| 55.        | Geronimo                              |                               | Arnold Laven                                 | 1 244 869 entrées  |
| 56.        | Le Septième Juré                      |                               | Georges Lautner                              | 1 172 121 entrées  |
| 57.        | La Vendetta                           |                               | Jean Chérasse                                | 1 153 684 entrées  |
| 58.        | La Fiancée de papa                    |                               | David Swift                                  | 1 153 665 entrées  |
| 59.        | Espionnage à Hong Kong                |                               | Jürgen Roland                                | 1 142 213 entrées  |
| 60.        | Coups de feu dans la Sierra           |                               | Sam Peckinpah                                | 1 067 116 entrées  |
| 61.        | L'Île mystérieuse                     |                               | Cy Endfield                                  | 1 054 920 entrées  |
| 62.        | Fanny                                 |                               | Joshua Logan                                 | 1 053 451 entrées  |
| 63.        | Les Quatre Cavaliers de l'Apocalypse  |                               | Vincente Minnelli                            | 1 030 902 entrées  |